# Unió Nacional (Israel)
Unió Nacional (hebreu: האיחוד הלאומי, Ha-Yihud Ha-Leumi) va ser una aliança de partits polítics de dretes nacionalistes d'Israel. Fou creada pels partits Molédet, HaTikvà, Eretz Yisrael Shelanu, i Tkuma per a concórrer a les eleccions legislatives d'Israel de 1999. En aquelles eleccions aconseguiren quatre escons. El 2001, l'aliança s'enfortí amb la unió del partit Yisrael Beiteinu que també tenia quatre escons.
També el 2001 entraren al govern d'Ariel Xaron amb dos ministres. Xaron va ser reelegit de manera aclaparadora en les eleccions legislatives d'Israel de 2003, batent al laborista i pacifista Amram Mitsnà. El Likud formà govern en coalició amb Xinnuy i Unió Nacional, que ocupaven 60 dels 120 escons de la Knesset, i Israel ba-Aliyà amb dos escons es va fusionar al Likud poc després. El Partit Nacional Religiós també es va unir a la coalició el 3 de març de 2003, portant el nombre d'escons que tenia fins a 68. Els partits van formar una coalició de centredreta, el primer sense formacions ultraortodoxes des de 1974. Unió Nacional va deixar el govern quan es van oposar al Pla de retirada unilateral israeliana que va suposar la sortida de la Franja de Gaza.
El 2005 Yisrael Beiteinu abandonà l'aliança i per a les eleccions legislatives d'Israel de 2006 formaren una coalició amb el Partit Nacional Religiós que aconseguí quatre escons. El 2008, Unió Nacional es fusionà amb el Partit Nacional Religiós tot creant el partit La Llar Jueva.